# Sophie G. Martin
Sophie Geneviève Elisabeth Martin Benton (geboren am 19. Oktober 1975) ist eine Schweizer Biologin und Professorin am Departement für molekulare und zelluläre Biologie an der Universität Genf. Sie und ihre Gruppe erforschen die Mechanismen der Zellpolarisation. Das Ziel ihrer Forschung ist es, im molekularen Detail zu verstehen, wie Zellen sich polarisieren und ihr Zytoskelett und ihre Membranen organisieren, um Wachstum, Teilung und Fusion zu erreichen. Im Jahr 2014 wurde ihr die EMBO Gold-Medaille für ihre Forschung im Bereich der zellulären Organisation und Entwicklung verliehen.

## Ausbildung
Sophie Martin schloss ihr Studium an der Universität Lausanne 1998 mit einem Diplom in Biologie ab. In ihrer Diplomarbeit untersuchte sie die Rolle des DNA-bindenden Proteins Ku in der internen Organisation des Zellkerns in S. cerevisiae. Anschließend wechselte sie für ihr Doktorat an die Universität Cambridge, wo sie in der Gruppe von Daniel St. Johnston die molekularen Mechanismen der Zellpolarisation, der Lokalisierung von mRNA und der Achsenformation in der Oogenese von Drosophila untersuchte. Sie erhielt ihr Doktorat 2002.

## Forschung und Karriere
In einem Postdoktorat an der Columbia University untersuchte Martin molekulare Prozesse der Zellpolarisation und Zellteilung in S. pombe. Im Jahr 2007 trat sie am Zentrum für integrative Genomik der Universität Lausanne eine Stelle als Assistenz-Professorin an. 2018 erhielt sie eine volle Professur am Departement für fundamentale Mikrobiologie derselben Universität. Seit 2023 ist sie Professorin am Departement für Molekular- und Zellbiologie der Universität Genf.

## Auszeichnungen
- 2010 Europäischer Forschungsrat Grant[4]
- 2012 American Society for Cell Biology Women in Cell Biology Award[5]
- 2014 EMBO Gold Medal[6]
- 2014 Friedrich Miescher Award[7]
- 2017 SNF Bonus of Excellence[4]
- 2020 Gewähltes Mitglied in die European Molecular Biology Organization (EMBO)[4][8]
- 2021 European Research Council (ERC) erweiterter Grant[4]

## Privatleben
Martin ist verheiratet mit dem Biologen Richard Benton.

## Schriften (Auswahl)
- mit Arkowitz RA: Cell polarization in budding and fission yeasts. In: FEMS Microbiol Rev. Band 38 (2), März 2014, S. 228–253, doi:10.1111/1574-6976.12055.
- Spontaneous cell polarization: Feedback control of Cdc42 GTPase breaks cellular symmetry. In: Bioessays. Band 37 (11), November 2015, S. 1193–1201, doi:10.1002/bies.201500077.
- mit Kelkar M: PKA antagonizes CLASP-dependent microtubule stabilization to re-localize Pom1 and buffer cell size upon glucose limitation. In: Nat Commun. Band 6, Nr. 9445, 7. Oktober 2015, doi:10.1038/ncomms9445.
- Role and organization of the actin cytoskeleton during cell-cell fusion. In: Semin Cell Dev Biol. Dezember 2016, S. 121–126, doi:10.1016/j.semcdb.2016.07.025.
- Quorum sensing with pheromones. In: Nat Microbiol. Band 4 (9), September 2019, S. 1430–1431, doi:10.1038/s41564-019-0538-y.
- Molecular mechanisms of chemotropism and cell fusion in unicellular fungi. In: J Cell Sci. Band 132 (11), 31. Mai 2019, doi:10.1242/jcs.230706.